# سالویا ۱۰۸۳
سیارک ۱۰۸۳ (به انگلیسی: 1083 Salvia، نامگذاری:1928BC) هزار و هشتاد و سومین سیارک کشف شده‌است که در ۲۶ ژانویه ۱۹۲۸ و در هایدلبرگ کشف شد.
قدر مطلق سیارک برابر ۱۲٫۶۰ است.